# ブルーノ・ダ・シウヴァ・ロペス
ブルーノ・ダ・シウヴァ・ロペス（Bruno Da Silva Lopes、1986年8月19日 - ）は、ブラジル・パラナ州クリチバ出身のプロサッカー選手。ポジションはフォワード（センターフォワード）。

## 経歴
10歳で本格的にサッカーを始め、18歳でプロ契約を結んだ。ブラジル時代は主に3トップの左を務め、2009年に所属したウベラバではタッサ・ミナスジェライス優勝を経験している。2010年には、前期に所属したGEアナポリス（カンピオナート・ゴイアーノ）で6得点、後期に所属したヴィラ・ノヴァ（カンピオナート・ブラジレイロ・セリエB）で10得点を挙げる活躍を見せた。
2011年シーズンより、アナーポリスからJリーグ1部・アルビレックス新潟へレンタル移籍。背番号は11番。移籍前、ポルトガルのポルティモネンセSCなどからもオファーを受けたが、かつて新潟に在籍したペドロ・ジュニオールの助言が決め手となり、新潟への移籍を決断したという。本人は移籍に際して、「泥臭くゴールを狙うスタイル」、「ボールを持った際は必ず体がゴールの方向へ向かっている」 と自らのプレースタイルを語った。多くの場合、プレーの特徴としてまず言及されるのはスピードであるが、開幕前のプレシーズンマッチでは体格を生かしたキープ力や高さも見せ、前線のターゲットマンとしても一定の評価を得た。
2011年3月5日、アビスパ福岡とのシーズン開幕戦でJリーグ初出場。先発出場したブルーノ・ロペスは、69分に左サイドから曺永哲が上げたクロスをダイビングヘッドで合わせ、Jリーグ初得点を記録した。その後もチームのエースストライカーとして活躍し、チームトップのリーグ戦13得点を記録した。
2012年シーズンはデスポルチーヴォ・ブラジルからの期限付き移籍という形で新潟に留まった。公式戦ではJ1第2節大宮アルディージャ戦でシーズン初ゴールを決めたが、その後はなかなかゴールを奪えないまま、最終的に7得点を記録するに留まった。
2013年シーズンも引き続き新潟でプレーしたが、第7節横浜F・マリノス戦での負傷がきっかけとなり、川又堅碁にポジションを奪われ、負傷明け後はベンチを温める機会が増えた。シーズン途中の6月20日に新潟との契約を解除。ポルトガルリーグのエストリルへ移籍し、主にサブ、カップ戦要員として起用された。2014年1月4日に行われたポルトガルカップ5回戦で4得点を挙げた。
移籍2年目の2014年11月にエストリルから契約を解除され、新たにタイ・プレミアリーグのラーチャブリーと契約した。
2016年より、サウジアラビアのハジェール・クラブに加入。
2018年7月、Jリーグ・モンテディオ山形に加入が決定。シーズン終了後、契約満了により山形を退団。

## エピソード
2012年、J1残留争いの渦中にいた新潟は、勝利しなければ降格が決まるという状況で第33節のベガルタ仙台戦を迎えた。新潟の1点リードで迎えた後半40分、ロペスはカウンターからドリブルで相手ペナルティーエリア内に侵入し、仙台DF角田誠に倒された。ロペスはファールをアピールしたが、主審の村上伸次はノーファールの判定。この判定にロペスは激しい抗議をみせたが、ロペス以上に激しい抗議をみせた新潟の柳下正明監督が退席処分を受けた。ロペスはこの時点で累積警告が7枚たまっており、警告を受けた場合に、既に最終節出場停止が決まっていたFWミシェウと共に出場停止となる状況にあった。柳下のこの抗議には、審判団の注意を自らに引き寄せることによって、ロペスを落ち着かせる時間を作り、最終節での大幅な戦力ダウンを避けるという意図があったとされる。この試合を勝利して残留への望みをつないだ新潟は、最終節のコンサドーレ札幌戦も、ロペスの2ゴールの活躍もあり勝利。逆転残留を決めた。。

## 個人成績
2013年6月20日現在
| 国内大会個人成績 | 国内大会個人成績 | 国内大会個人成績 | 国内大会個人成績   | 国内大会個人成績 | 国内大会個人成績 | 国内大会個人成績 | 国内大会個人成績 | 国内大会個人成績 | 国内大会個人成績 | 国内大会個人成績 | 国内大会個人成績 |
| 年度             | クラブ           | 背番号           | リーグ             | リーグ戦         | リーグ戦         | リーグ杯         | リーグ杯         | オープン杯       | オープン杯       | 期間通算         | 期間通算         |
| 年度             | クラブ           | 背番号           | リーグ             | 出場             | 得点             | 出場             | 得点             | 出場             | 得点             | 出場             | 得点             |
| ブラジル         | ブラジル         | ブラジル         | ブラジル           | リーグ戦         | リーグ戦         | ブラジル杯       | ブラジル杯       | オープン杯       | オープン杯       | 期間通算         | 期間通算         |
| ---------------- | ---------------- | ---------------- | ------------------ | ---------------- | ---------------- | ---------------- | ---------------- | ---------------- | ---------------- | ---------------- | ---------------- |
| 2009             | ミネイロス       |                  | ゴイアス州         | 2                | 0                | -                | -                | -                | -                | 2                | 0                |
| 2010             | アナーポリス     |                  | ゴイアス州         | 4                | 3                | -                | -                | -                | -                | 4                | 3                |
| 2010             | ヴィラ・ノヴァ   |                  | セリエB            | 28               | 10               | -                | -                | -                | -                | 28               | 10               |
| 日本             | 日本             | 日本             | 日本               | リーグ戦         | リーグ戦         | リーグ杯         | リーグ杯         | 天皇杯           | 天皇杯           | 期間通算         | 期間通算         |
| 2011             | 新潟             | 11               | J1                 | 32               | 13               | 3                | 2                | 2                | 1                | 37               | 16               |
| 2012             | 新潟             | 11               | J1                 | 32               | 7                | 4                | 0                | 1                | 2                | 37               | 9                |
| 2013             | 新潟             | 11               | J1                 | 9                | 0                | 2                | 0                | -                | -                | 11               | 0                |
| ポルトガル       | ポルトガル       | ポルトガル       | ポルトガル         | リーグ戦         | リーグ戦         | リーグ杯         | リーグ杯         | ポルトガル杯     | ポルトガル杯     | 期間通算         | 期間通算         |
| 2013-14          | エストリル       | 99               | プリメイラ・リーガ | 22               | 3                | 1                | 0                | 2                | 4                | 25               | 7                |
| 2014-15          | エストリル       | 9                | プリメイラ・リーガ | 9                | 0                | 0                | 0                | 0                | 0                | 9                | 0                |
| 日本             | 日本             | 日本             | 日本               | リーグ戦         | リーグ戦         | リーグ杯         | リーグ杯         | 天皇杯           | 天皇杯           | 期間通算         | 期間通算         |
| 2018             | 山形             | 50               | J2                 | 10               | 2                | -                | -                | 1                | 0                | 11               | 2                |
| 通算             | ブラジル         | ブラジル         |                    | 34               | 13               |                  |                  |                  |                  | 34               | 13               |
| 通算             | 日本             | 日本             | J1                 | 73               | 20               | 9                | 2                | 3                | 3                | 85               | 25               |
| 通算             | 日本             | 日本             | J2                 | 10               | 2                | -                | -                | 1                | 0                | 11               | 2                |
| 通算             | ポルトガル       | ポルトガル       |                    | 31               | 3                | 1                | 0                | 2                | 4                | 34               | 7                |
| 総通算           |                  |                  |                    |                  |                  |                  |                  |                  |                  |                  |                  |

- Jリーグ初出場・初得点 - 2011年3月5日　2011J1第1節 vsアビスパ福岡 (レベルファイブスタジアム)

| 国際大会個人成績 | 国際大会個人成績 | 国際大会個人成績 | 国際大会個人成績 | 国際大会個人成績 | 国際大会個人成績 | 国際大会個人成績 |
| 年度             | クラブ           | 背番号           | 出場             | 得点             | 出場             | 得点             |
| UEFA             | UEFA             | UEFA             | UEFA EL          | UEFA EL          | UEFA CL          | UEFA CL          |
| ---------------- | ---------------- | ---------------- | ---------------- | ---------------- | ---------------- | ---------------- |
| 2013-14          | エストリル       | 99               | 5                | 0                | -                | -                |
| 通算             | UEFA             | UEFA             | 5                | 0                | -                | -                |

その他の国際公式戦
- 2013年
  - UEFAヨーロッパリーグ 2013-14 予選 1試合0得点